# 타타 스틸
타타 스틸(Tata Steel)은 자르칸드주 잠셰드푸르에 위치한, 마하라슈트라주 뭄바이에 본사를 둔 인도의 다국적 강철 제조사이다. 타타 그룹의 일부이다.
한때 사명은 TISCO(Tata Iron and Steel Company Limited)였으며, 연간 3400만 톤의 순수 철강을 생산할 정도로 세계 상위권의 철강 생산 기업들 중 하나에 속한다.
타타 스틸은 인도, 네덜란드, 영국에 주요 운영사무소를 운영하는 것을 포함, 26개국에서 운영하고 있으며 직원 수는 80,500명이다.

## 같이 보기
- 포브스 글로벌 2000
- 타타 그룹